# Biserica unitariană și reformată din Filiaș

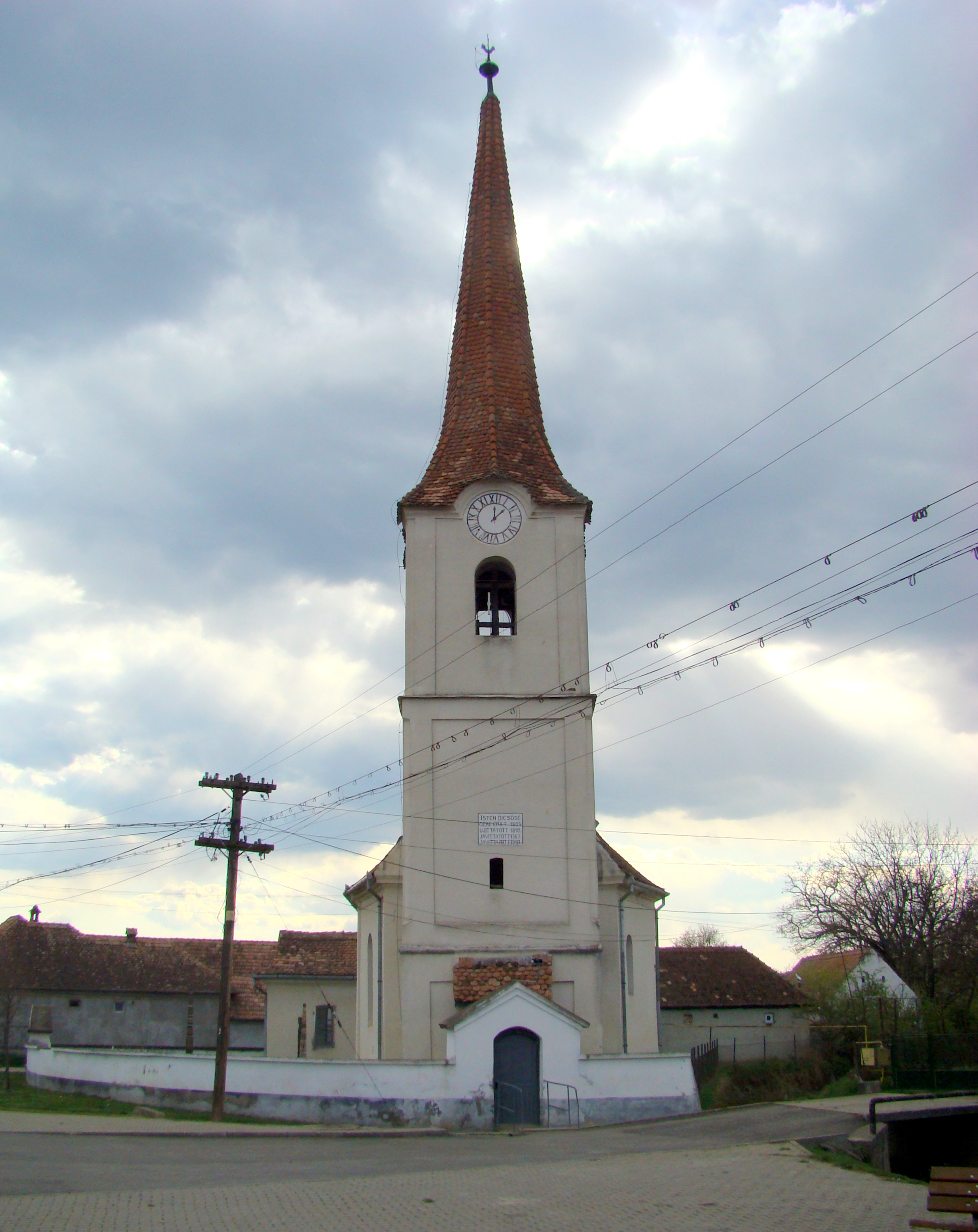
Biserica unitariană și reformată din Filiaș, oraș Cristuru Secuiesc, județul Harghita, foto: aprilie 2019.

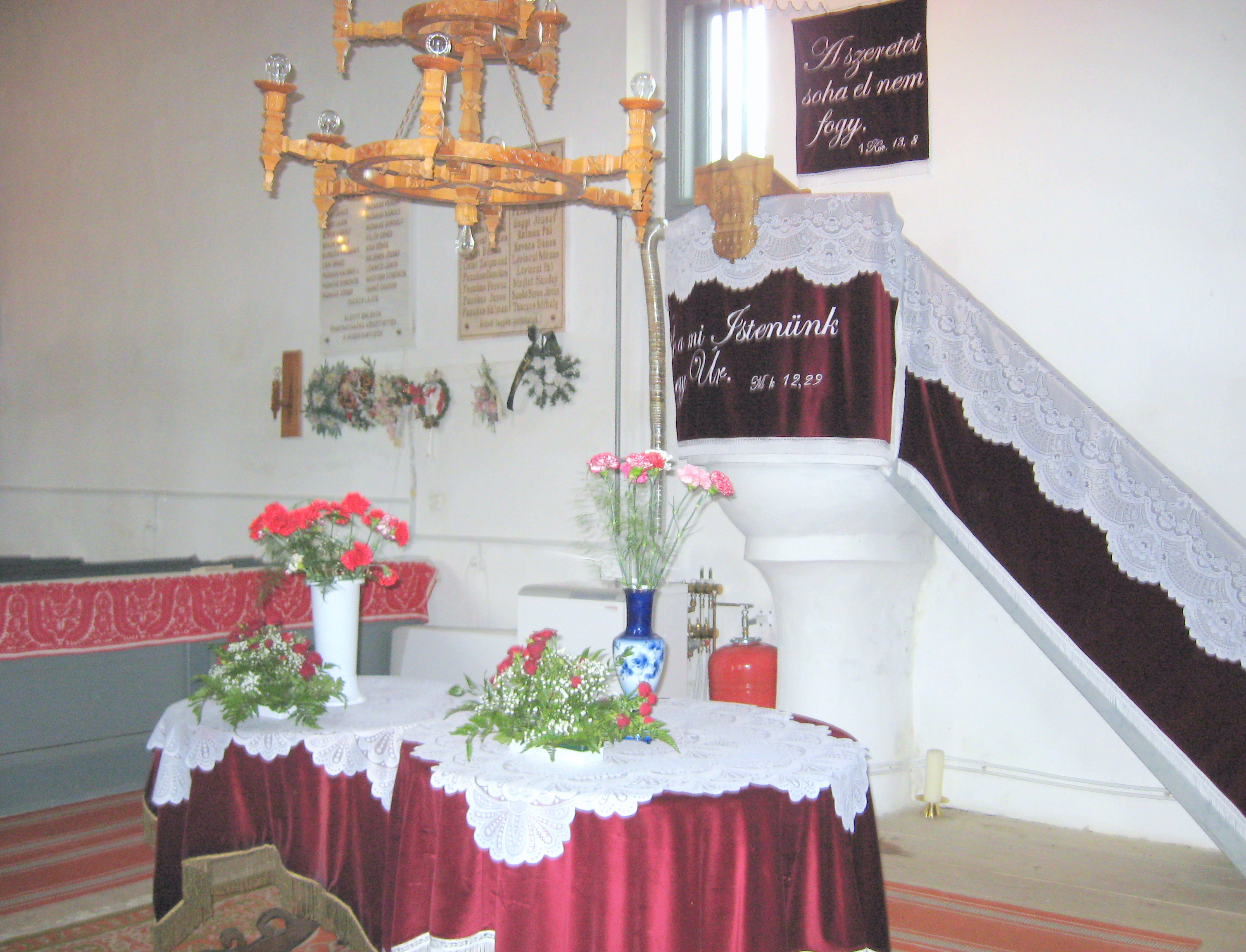
Amvonul și Masa Domnului

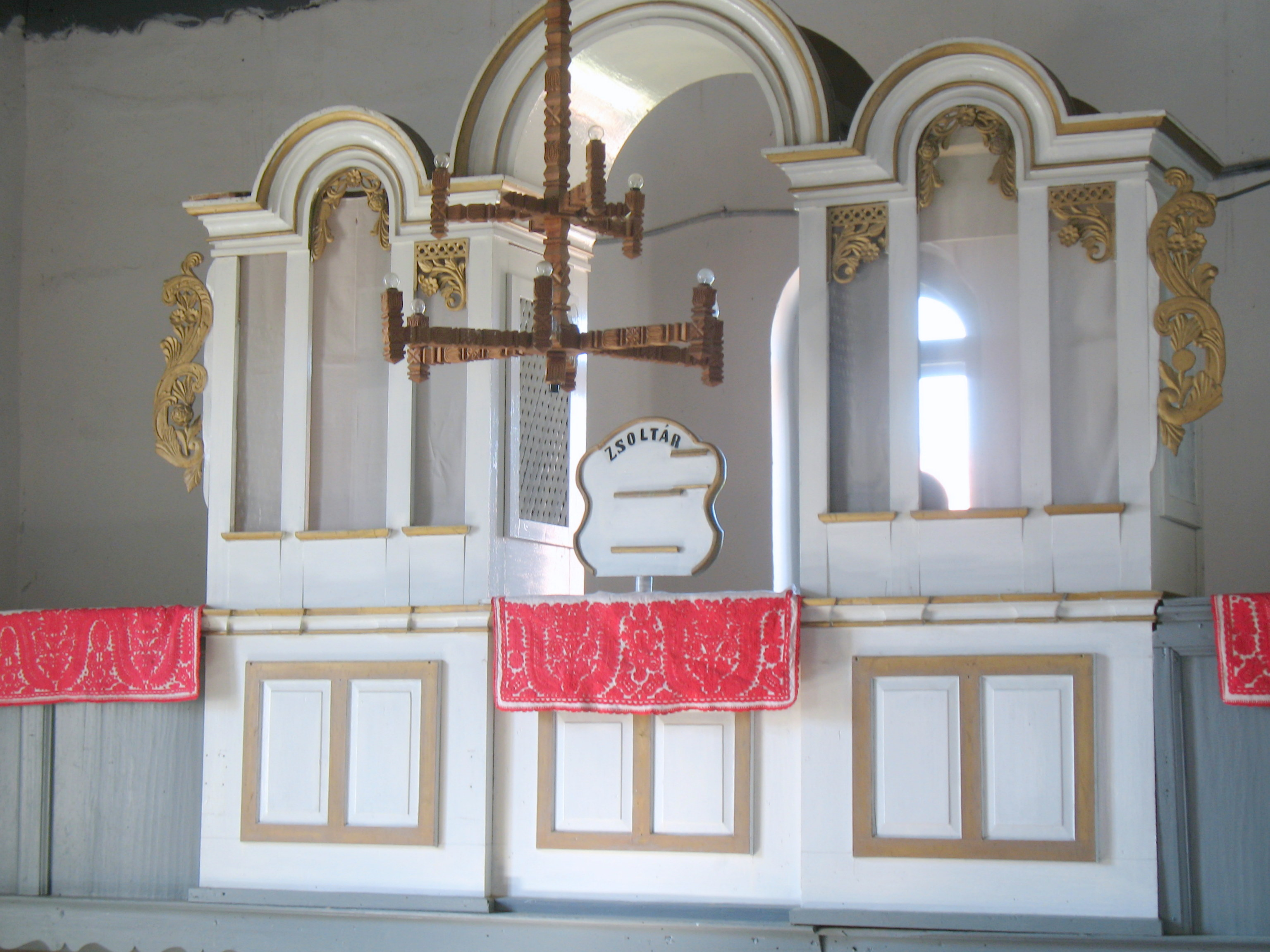
Orga bisericii

Biserica unitariană și reformată din Filiaș, oraș Cristuru Secuiesc, județul Harghita, datează din anul 1803. Biserica se află pe lista monumentelor istorice sub codul LMI: cod LMI HR-II-m-B-12820. 

## Localitatea
Filiaș (în maghiară Fiatfalva) este o localitate componentă a orașului Cristuru Secuiesc din județul Harghita, Transilvania, România. Este situată pe malul stâng al râului Târnava Mare, fiind una dintre ultimele așezări la marginea sud-vestică a județului Harghita. Alte denumiri în maghiară de-a lungul timpului au fost  Fiad, Fjad, Fiul.

## Biserica
În mijlocul localității există această biserică simultană, folosită în comun de unitarieni și de reformați. O biserică deținută în comun de mai multe comunități religoase este o raritate. Pe baza înregistrărilor scrise din arhivele bisericii, precum și a rezultatelor săpăturilor arheologice din sat și a tradiției populare, se presupune că o biserică medievală catolică a existat pe locul bisericii de astăzi, care a devenit unitariană în timpul Reformei. Primele date concrete despre existența bisericii unitariene sunt din 1630. Din 1726 reformații calviniști și unitarienii folosesc împreună biserica, în conformitate cu anumite reguli care acoperă toate domeniile vieții religioase. Între anii 1803 și 1810 biserica fost reconstruită în același loc, parțial din vechiul material. A fost renovată în 1834 și reînnoită în 1893-1894, când mobilierul din interior și tavanul casetat a fost reparat și pictat în albastru-gri, acoperind vechile casete.
Biserica are o suprafață de 561 de metri pătrați. Nava are o lungime de 18 metri, o lățime de 8 metri, iar înălțimea turnului este de 32 de metri.

## Imagini

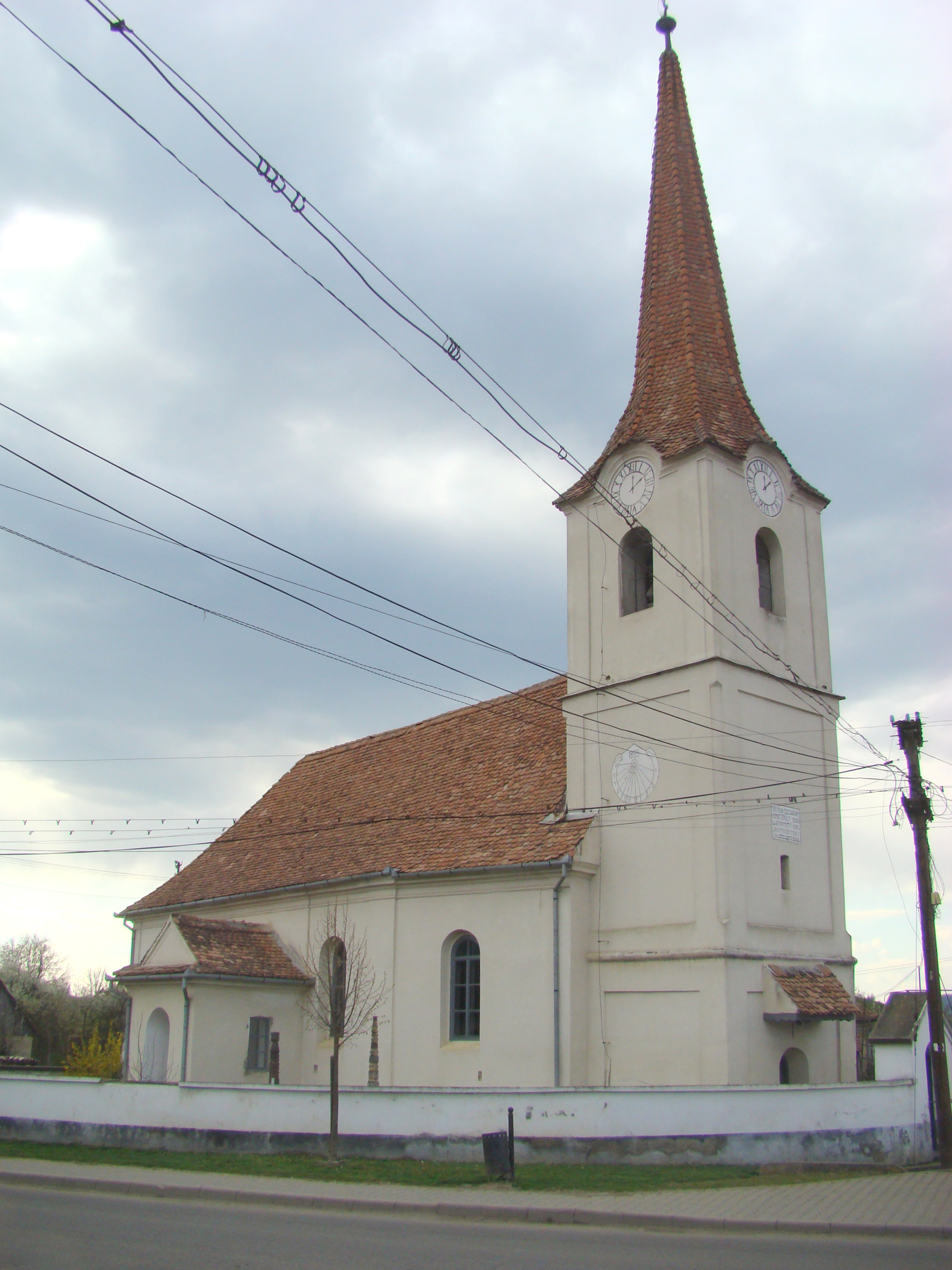
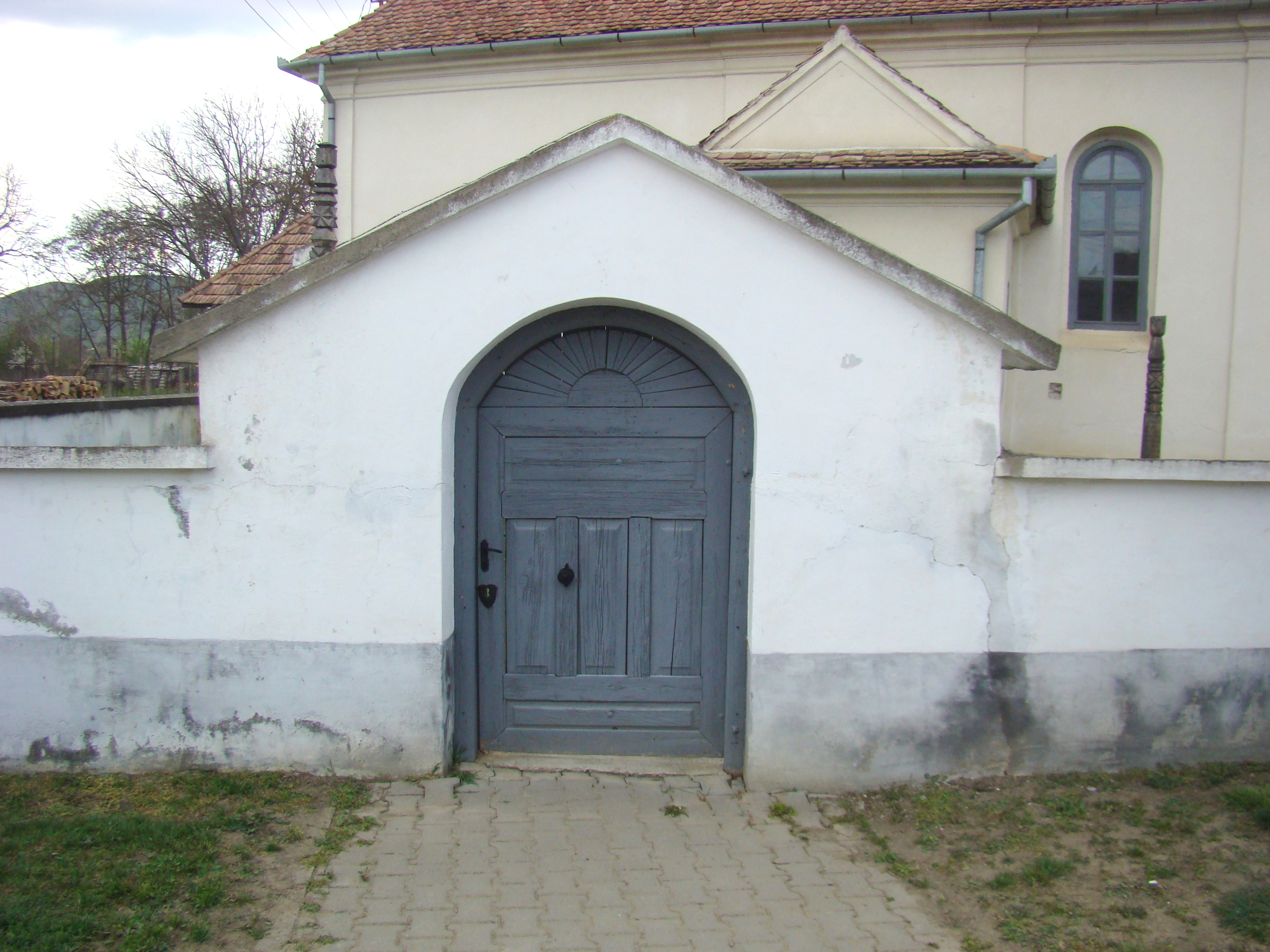
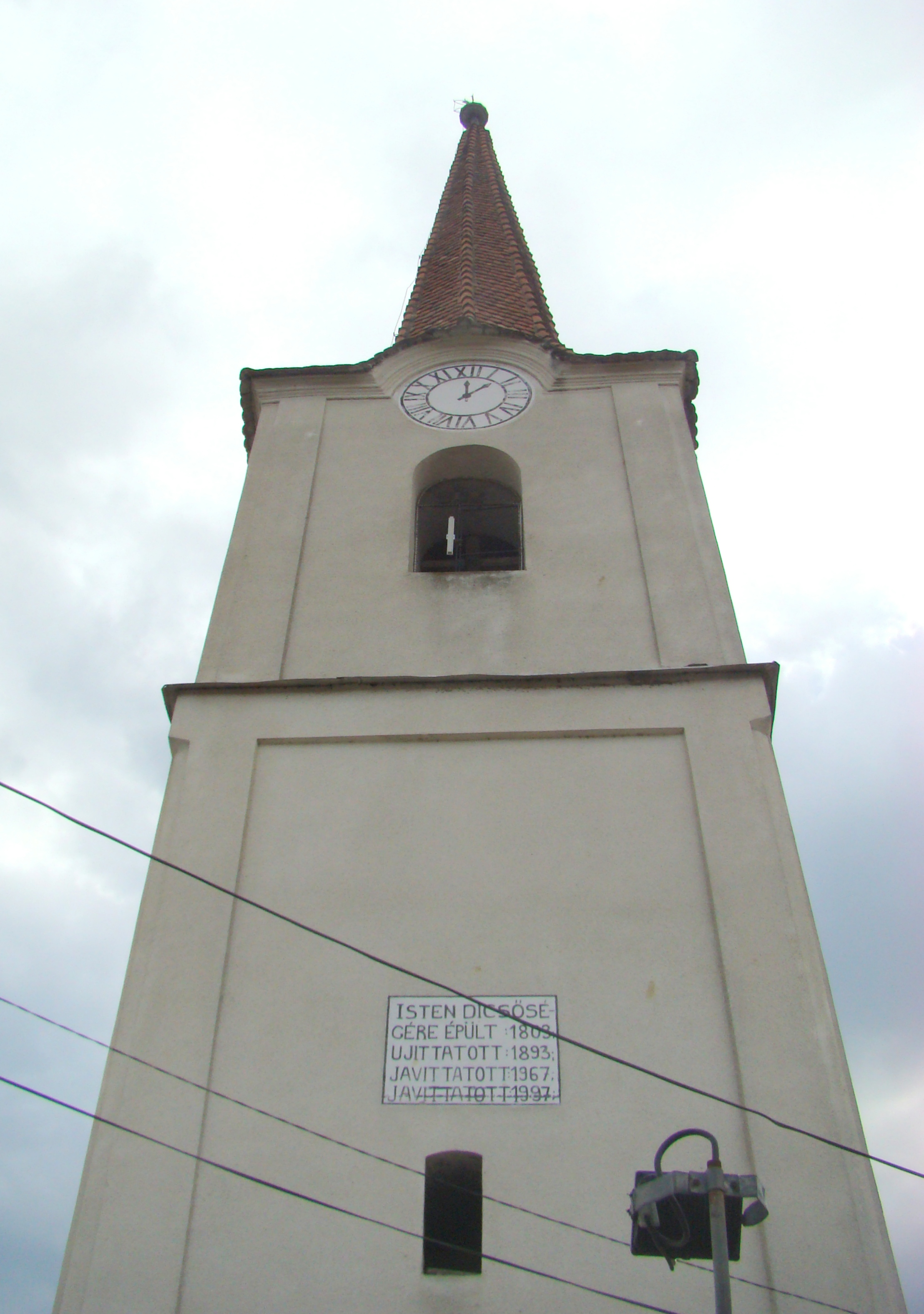
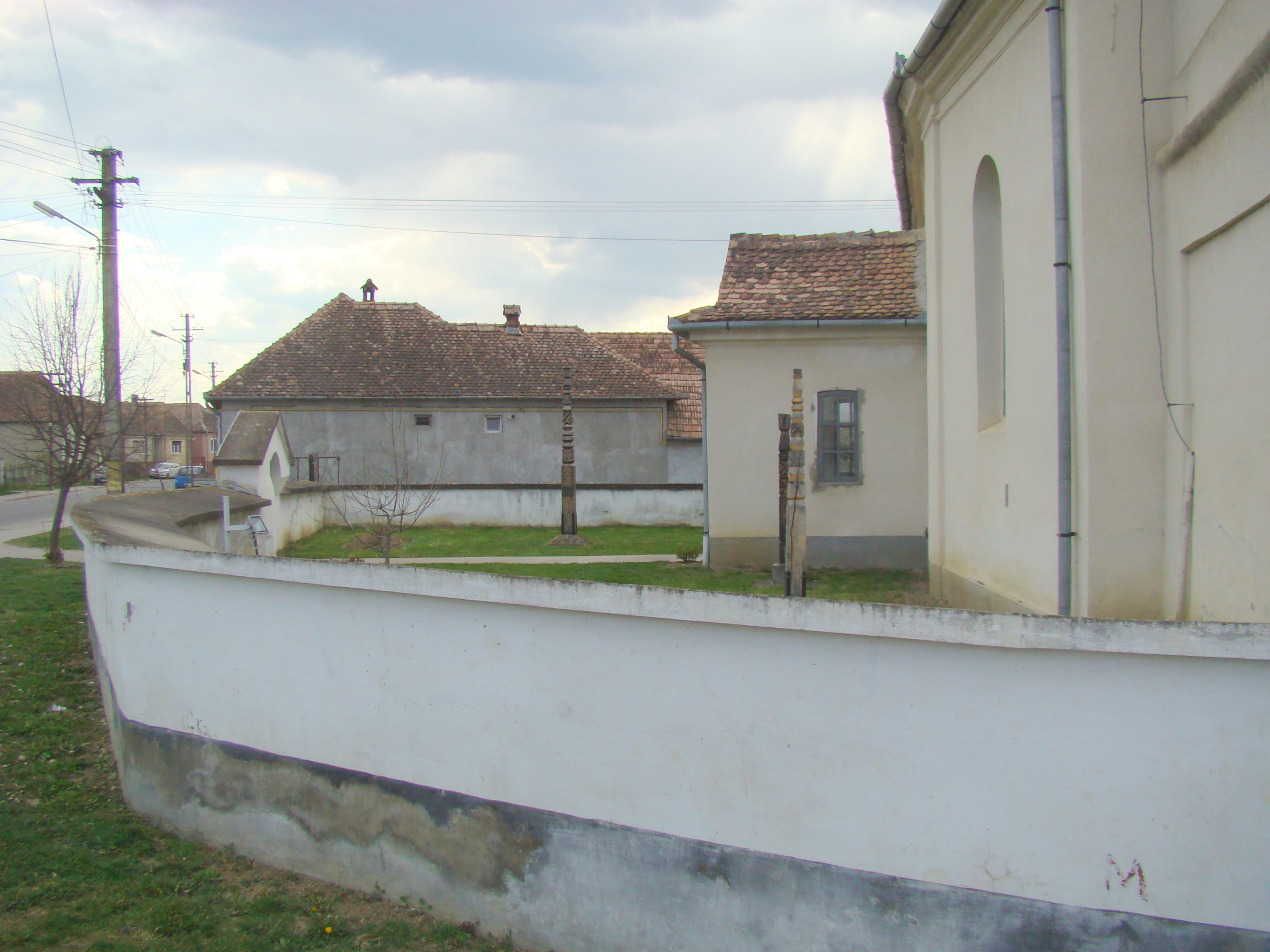
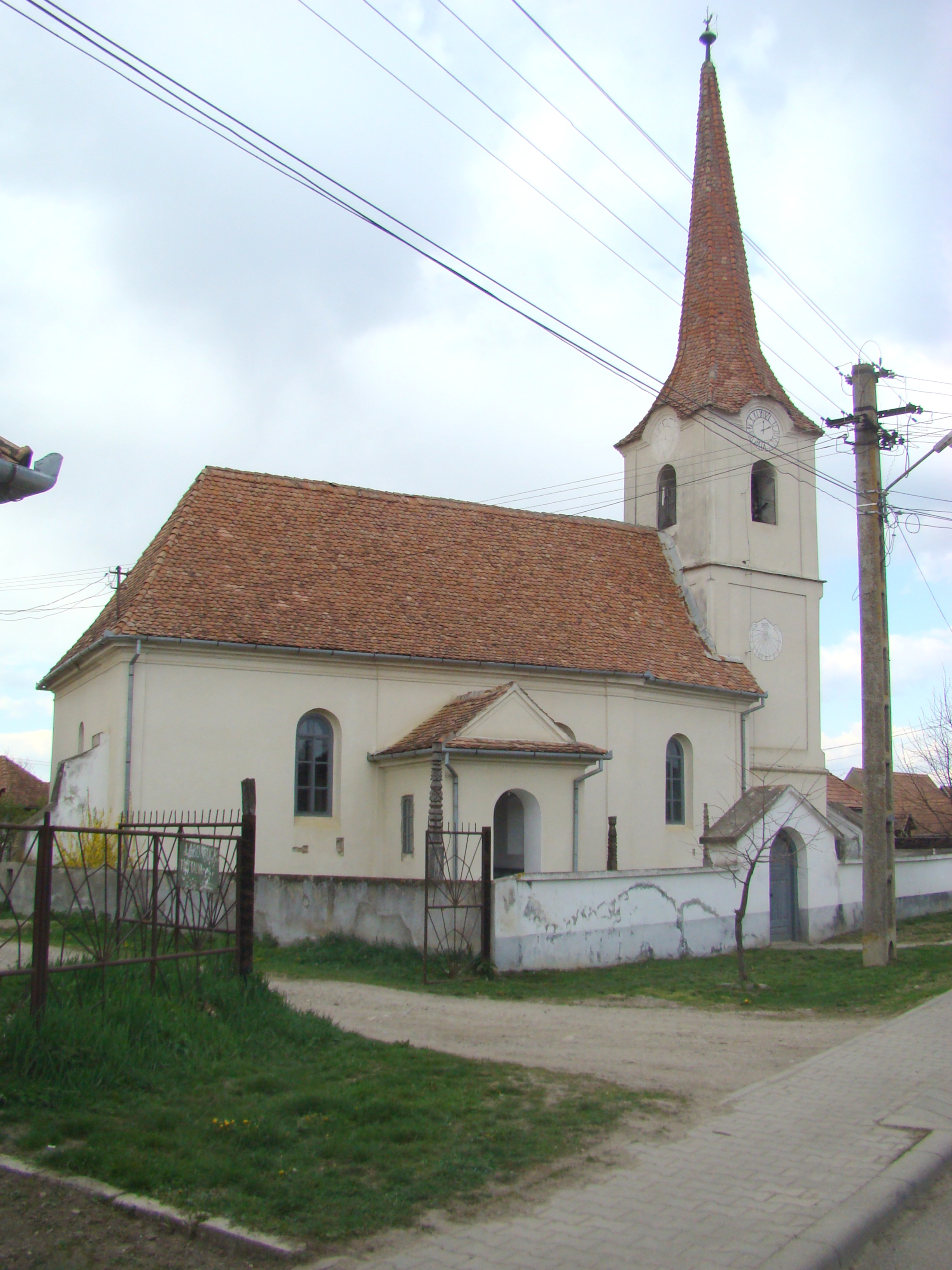